# 二万大塚古墳
二万大塚古墳（にまおおつかこふん）は、岡山県倉敷市下二万（しもにま）にある古墳。形状は前方後円墳。倉敷市指定史跡に指定されている。

## 概要
| 古墳名       | 形状         | 規模      | 埋葬施設   | 築造時期  | 史跡指定 |
| ------------ | ------------ | --------- | ---------- | --------- | -------- |
| 天狗山古墳   | 帆立貝形古墳 | 墳丘長60m | 竪穴式石室 | 5c後半-末 | 市史跡   |
| 二万大塚古墳 | 前方後円墳   | 墳丘長38m | 横穴式石室 | 6c中      | 市史跡   |
| 箭田大塚古墳 | 円墳         | 直径46m   | 横穴式石室 | 6c後半    | 国史跡   |

岡山県南部、小田川支流の二万谷川が形成する谷の東側に築造された古墳である。現在では後円部の石室前に迩摩神社が所在する。2001-2004年度（平成13-16年度）に発掘調査が実施されている。
墳形は前方部が発達した前方後円形で、前方部を西方向に向ける。墳丘は2段築成。墳丘外表では円筒埴輪列（朝顔形埴輪含む）が検出されているが、葺石は認められない。また墳丘北側くびれ部には造出を付し、人物埴輪・家形埴輪・須恵器が検出されている。墳丘周囲に周濠・周堤は認められていない。埋葬施設は両袖式の横穴式石室で、南南西方向に開口し、内部に木棺を据えたと見られる。石室内の調査では、銅鏡・装身具・武器・工具・馬具・須恵器・土師器など多数の副葬品が検出されている。
築造時期は、古墳時代後期の6世紀中葉頃（TK10型式期）と推定され、その後の追葬が認められる。小規模ながら高梁川西岸では最終段階かつ唯一の前方後円墳であり、渡来系要素の強い中期の天狗山古墳（倉敷市下二万・川辺）とは異なる定型的前方後円墳として注目される。また吉備地方では最古期の横穴式石室を有する点で特筆され、6世紀後半の江崎古墳・こうもり塚古墳（総社市）の存在を考え合わせて、当時の吉備地方の政治情勢を考察するうえで重要視される古墳になる。
古墳域は2005年（平成17年）に倉敷市指定史跡に指定されている。

## 遺跡歴
- 2001-2004年度（平成13-16年度）、発掘調査（岡山大学考古学研究室、2018年に報告書刊行）[1]。
- 2005年（平成17年）12月5日、倉敷市指定史跡に指定[2]。

## 墳丘
墳丘の規模は次の通り。
- 墳丘長：38メートル
- 後円部 - 2段築成。
  - 直径：22.5メートル
  - 高さ：4.46メートル
- 前方部 - 2段築成。
  - 長さ：15.5メートル
  - 幅：24メートル
  - 高さ：5.7メートル

墳丘のテラスおよび埴輪列は、墳丘北側（墳丘片側）でのみ検出されている。墳丘主軸の後円部端・前方部端ではテラスは検出されていないものの多量の埴輪片が出土しており、テラス・埴輪列は元々全体に存在したか（テラス・埴輪列とも流失）、墳丘北側のみで全体には存在しなかったか（テラスはなく埴輪は墳頂から転落）は明確でない。
墳丘の北側テラスでは、造出が段差の無い形で取り付く。造出は地山削り出しによって構築されており、長さ5.6メートル・最大幅9.2メートルを測る。造出の方形平坦面では、南辺に墳丘テラスの埴輪列があり、他の辺にも埴輪列を設置して方形埴輪区画を形成したと見られる（ただし北辺は残存せず、東辺・西辺の途中で途切れる）。平坦面南西側（墳丘側）では形象埴輪（家形埴輪・人物埴輪）が、平坦面北側・裾部では須恵器片（坏身1・甕3・脚付壺1）が検出されている。
また調査では、各トレンチで墳頂からの転落等と見られる埴輪片・須恵器片（坏蓋・坏身・壺・脚付壺・器台・甕）・手捏土器・鉄滓などが出土している。

## 埋葬施設
埋葬施設としては後円部において両袖式横穴式石室が構築されており、南南西方向に開口する。石室の規模は次の通り。
- 石室全長：9.10メートル
- 玄室：長さ4.69メートル（主軸上）、幅2.24-2.48メートル、高さ2.50メートル
- 羨道：長さ4.41メートル（主軸上）、幅0.83-0.88メートル、高さ1.40-1.65メートル

石室の石材は小ぶりな割石である。玄室の奥壁は5-6段積み、東壁は7段積み、西壁は7-8段積み。羨道の東壁は3-7段積み、西壁は3-5段積み。天井石は、玄室では5石、羨道では5石の計10石。羨道部中央には排水溝が認められる。
石室内からは鉄釘・鎹が出土していることから、木棺の使用が推測される。ただし木棺および人骨の痕跡は確認されていない。

## 出土品
石室内の調査で検出された副葬品は次の通り。
- 獣形鏡 - 直径11.7-12.0センチメートル。
- 装身具
  - 銅釧 1
  - 耳環 7
  - 玉 1215 - 空玉7、碧玉製管玉8、水晶製算盤玉4、琥珀製棗玉10、ガラス製トンボ玉5、ガラス製丸玉2、石製臼玉1、ガラス製小玉1103、土製勾玉1、土製丸玉61。
- 武器
  - 直刀 5 - 大刀3、小刀2。
  - 蕨手状柄付鉄器 2
  - 鉄鏃 170以上 - 細根式159、平根式11、小片多数。
  - 胡簶・靫金具片
- 工具
  - 刀子 6
  - 曲刀子 2
  - 鉄製握り鋏 1（2点同一個体か）
- 馬具
  - 轡 - 素環状鏡板付轡1、f字形鏡板付轡1。
  - 鞍金具 - 前輪磯金具1組、鞖金具。
  - 輪鐙・鐙吊り金具 - 輪鐙1、鐙吊り金具6。
  - 雲珠・辻金具 - 雲珠1、辻金具3、雲珠・辻金具に伴う脚部30、花形座1。
  - 杏葉 - 剣菱形杏葉4、変形剣菱形杏葉4、棘葉形杏葉3。
  - 馬齢 - 八角形鈴2、小型球形鈴9。
  - 鉸具・革金具
- 鉄釘・鎹 - 鉄釘45、鎹2、釘または鎹7。
- 須恵器 - 坏蓋20、無蓋高坏13、有蓋高坏2、高坏蓋1、𤭯4、短頸壺3、短頸壺蓋2、脚付長頸壺1、脚付長頸壺蓋2、壺類7、横瓶2、提瓶1、器台2、装飾付須恵器、甕など。
- 土師器 - 高坏2、特殊高坏1、壺1、ミニチュア土器など。

## 文化財

### 倉敷市指定文化財
- 史跡
  - 二万大塚古墳 - 所有者は迩摩神社。2005年（平成17年）12月5日指定[2]。

## 関連文献
（記事執筆に使用していない関連文献）
- 『二万大塚古墳 -岡山県吉備郡真備町-』岡山大学考古学研究室、2001年。